# Kolumbusz-nap (South Park)
A Kolumbusz-nap (Holiday Special) a South Park című amerikai animációs sorozat 280. része (a 21. évad 3. epizódja). Elsőként 2017. szeptember 27-én sugározták az Egyesült Államokban a Comedy Central műsorán. Magyarországon szinkronosan 2017. október 26-án szintén a Comedy Central mutatta be.
Az epizód az áldozatiság kultúrájának tart görbe tükröt, hivatkozva a Kolumbusz Kristóffal szembeni erősödő ellenérzésekre is.

## Cselekmény
A gyerekek körében teljesen eluralkodik a pánik, miután lefújják a közelgő iskolai tanszüneti napot, a Kolumbusz-napot, ráadásul épp Randy Marsh hathatós kampányának következményeképp. Ő ugyanis a nagy felfedezőt rasszista tömeggyilkosnak tartja, aki elnyomta az amerikai őslakosokat, ezért Cañyon Cityben az egyik szobrát is ledönti, egy másikra pedig rászékel New Yorkban. Majd elkezd hívogatni embereket Columbus nevű városokban, rasszistának nevezve őket, azt követelve, hogy nevezzék át a városukat. Kyle és Stan szembesítik azzal, hogy ehhez képest annyira tisztelte őt, hogy az élete során rengetegszer beöltözött Kolumbusznak, az esküvőjétől kezdve egészen 2013-ig. Randy ettől letargiába esik, mert úgy véli, hogy "natívkodó rohadéknak" fogják tartani - rosszul használva a kifejezést. Váratlanul lát a tévében egy reklámot, a DNS és Én cégét, amelyben elégedett kuncsaftok mondják el a véleményüket - többek között azt, hogy mivel a DNS-ükben megtalálható történelmileg elnyomott etnikai csoportok génje is, ezért önmagukat áldozatnak tarthatják. Randy ezt jó lehetőségnek tartja: rendez egy bulit, hogy nagy nyilvánosság is lássa a teszt elkészítését - de még előtte fizet egy indián férfinak, akivel csókolózik, csak azért, hogy a mintában biztosan legyen indián DNS is. Eközben Kenny elváltoztatott hangon felhívja Peter Goltmant, aki bejelentette a Kolumbusz-nap eltörlését, és azt tanácsolja neki, hogy keressen csak rá Randy régi fényképeire az interneten. Goltman azonban közli, hogy nem hisz se a közösségi médiában, se az internetben, mert az mind álhír.
Randy pánikba esik, és kidobálja minden Kolumbuszhoz kapcsolódó holmiját. Közben elkezdi őt látogatni az indián férfi, aki láthatóan beleszeretett. Mikor második alkalommal jön el hozzá, Randy dühöngeni kezd. Szerencsétlenségére egy járókelő lefilmezi, ahogy Kolumbusz-jelmezben kirugdossa, a házából, miközben azt üvölti: "Tűnés a földemről, te szar!". A videó eljut a fiúkhoz, akik megmutatják Goltmannek.
Randyt felhívja a DNS és Én azzal, hogy rendellenesség volt a tesztjével, ezért meg kell azt ismételni. Emiatt ismét csókolóznia kell az indiánnal, akit egy perccel azelőtt zavart el, hogy hagyja őt békén, mert nem szerelmes belé. Mikor közlik vele, hogy ezúttal nem a szájából vennének mintát, hanem egy anális tampon segítségével, már rohanna, hogy lefeküdjön az indiánnal, de megállítják. Ezért később be akar törni a céghez, ám eddigre elkészül a teszteredménye. Eszerint amerikai őslakos DNS nem volt a mintájában, genetikailag pedig a legközelebb egy átlagos fehér brithez áll. Van benne viszont 2,8% neandervölgyi gén, aminek hallatán Randy közli, hogy az elődeit megerőszakolták és kiirtották a Homo sapiens faj tagjai. Odahaza Goltman várja, akinek azonnal bemos egyet, ráadásul az indián férfi is megjelenik, aki közli, hogy szembe kell néznie önmagával és nem szabad színlelnie többé. Randy ennek hatására közli, hogy rájött: nemcsak vele "natívkodtak", hanem ő is "natívkodott" másokkal, és ez nem oldja meg a problémáit. Az iskolában bejelenti, hogy az iskolai naptárbizottság visszaállítja a szabadnapot, melyet ezután a Natívkodás Napjának hívnak. Továbbra is tévesen használja viszont a natívkodás kifejezést, amit a negatív érzések hangos kifejezésének ért. A közönség emiatt nemtetszésének ad hangot és sértegetni kezdi Randyt, aki ezt megerősítésnek vesz.

## Fordítás
- Ez a szócikk részben vagy egészben  a   Holiday Special (South Park) című angol Wikipédia-szócikk ezen változatának fordításán alapul.  Az eredeti cikk szerkesztőit annak laptörténete sorolja fel. Ez a jelzés csupán a megfogalmazás eredetét és a szerzői jogokat jelzi, nem szolgál a cikkben szereplő információk forrásmegjelöléseként.